# 許秀才
許秀才，是臺灣臺南市東山區的一個傳統地域名稱，位於該區西北端。相較於今日行政區，其範圍大致包括三榮里不含東南端、東山里西半部、東中里西北端。
本地區境內主要聚落為許秀才、木柵、下藔仔。

## 歷史
台灣日治初期，許秀才地區為一街庄，稱為「許秀才庄」（舊制街庄），隸屬於哆囉嘓西堡。該庄昔日西及北隔急水溪與安溪藔庄、烏樹林庄、下秀祐庄為界，東邊及東南邊與番社街為鄰，西南邊為田尾庄。
1901年（日治明治三十四年）11月11日，全台廢縣廳改設二十廳，該庄隸屬於鹽水港廳。1904年（明治三十七年）4月1日，該庄編入「番社區」，隸屬於鹽水港廳。1906年（明治三十九年）4月1日，鹽水港廳內管轄區域調整，該庄仍隸屬於「番社區」。1909年（明治四十二年）10月25日，全台合併二十廳為十二廳，番社區改隸屬於嘉義廳。1920年（大正九年）10月1日，全台地方制度大改正，廢十二廳改設五州二廳，該庄改制為「許秀才」大字，隸屬於臺南州新營郡番社庄（新制街庄）。
戰後番社庄改制為番社鄉，隸屬於臺南縣，大字亦改制為村。1946年（民國35年）4月1日，番社鄉改名為「東山鄉」。1950年（民國39年）10月25日，雲、嘉、南分治，東山鄉仍隸屬於臺南縣。2010年（民國99年）12月25日，臺南縣、市合併為直轄臺南市，東山鄉改制為東山區，村亦改制為里。

## 聚落
本地區發展較早的聚落有許秀才、木柵、下溪洲（已消失）、下藔仔、上溪洲（已消失）等，在日治期初期的官方地圖上已有記載。

## 交通
區道南100線是許秀才至凹仔腳的道路，其西側端點（起點）位於本地區南部許秀才聚落南郊的區道南314線路口，向北轉東經過許秀才、木柵、下藔仔等聚落。
區道南314線是新營至東山的道路，經過本地區許秀才、木柵兩聚落的東南郊。